# Crandall (Teksas)
Crandall je grad u američkoj saveznoj državi Teksas. Prema popisu stanovništva iz 2010. u njemu je živjelo 2.858 stanovnika.